# Letteratura di cordel

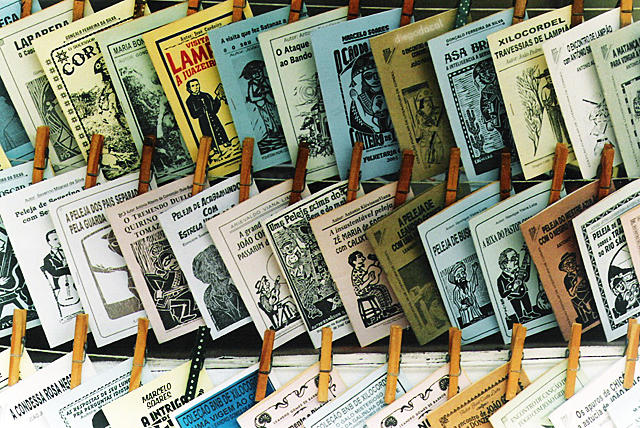
Alcuni poemi di cordel, in vendita in un chiosco.

La letteratura di cordel (in portoghese: literatura de cordel - "Letteratura di cordicella") è un tipo di poema popolare, originariamente orale. Le radici di questa letteratura sono da ricercare nei canti dei trovatori medievali.

## Storia
In Brasile, la literatura de Cordel è una poesia popolare, in versi, stampata su carta rustica o riciclata, stampata spesso in ciclostile e appesa nelle edicole e nelle cartolerie a delle cordicelle (cordeis, appunto) per essere venduta al pubblico. L'etimologia arriva, probabilmente, dal Portogallo dove si aveva questa abitudine di appendere le poesie brevi per farle leggere al pubblico o per venderle.
In Spagna questo tipo di pubblicazioni popolari prende il nome dal cordel, la cordicella con cui erano appese per essere esposte, prima nelle bancarelle dei venditori ambulanti, poi, con lo sviluppo del mercato editoriale, nelle vetrine delle tipografie e delle librerie.
Essi nacquero insieme allo sviluppo della stampa e rappresentarono uno dei primi  esempi di “diversificazione”editoriale. La produzione di libri e sermoni comprendeva alti costi e lo stampatore, per aumentare i profitti, iniziò a sfruttare i fogli rimasti dalla stampa dei libri per creare altri prodotti, come testi di canzoni e preghiere, racconti e relazioni di avvenimenti. 
La loro produzione e vendita era affidata soprattutto ai non vedenti che fin dall'inizio dell'età moderna si erano occupati di recitare, diffondendoli, i testi dei pliegos sueltos (fogli sciolti), ma la Real Orden nel 1836 e liberalizzò il mercato abolendo i privilegi delle loro confraternite.
I versi di questo tipo di poesia popolare sono rimati e spesso le illustrazioni sono xilografate, con lo stesso stile della copertina, che non è mai rigida. Ricordano molto le pubblicazioni mille lire degli anni novanta in Italia.
Le strofe più comuni sono decasillabi, ottonari o senari. Gli autori, o cordelistas, recitano questi poemi con molta enfasi e in forma melodiosa, spesso accompagnati da una viola o da una chitarra.

## Poeti
Alcuni dei poeti cordelisti sono: Patativa do Assaré, Rouxinol do Rinaré, Arievaldo e Klévisson Viana.